# ワルキューレ (楽劇)
『ヴァルキューレ』（ドイツ語: Die Walküre）は、リヒャルト・ワーグナーが1856年に作曲し、1870年に初演した楽劇。台本も作曲者による。『ワルキューレ』の表記もある。ワーグナーの代表作である舞台祝祭劇『ニーベルングの指環』四部作の2作目に当たる。

## 概要

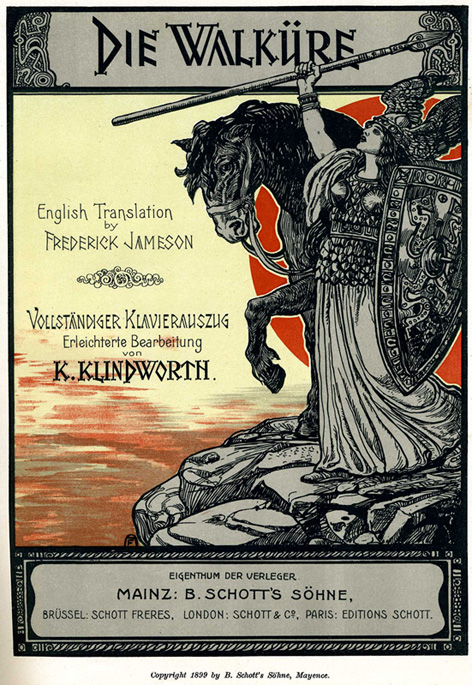
岩の上のブリュンヒルデ：ショット社ヴォーカルスコアの表紙絵（1899年）

『ニーベルングの指環』四部作は、ひとつのプロローグと3日を要する舞台上演と見なすことができ、その「第1日」に当たる本作『ヴァルキューレ』は、「序夜」（『ラインの黄金』）を除く「三部作」の実質的な幕開けに位置づけられる作品である。
四部作はそれぞれ独立した性格を持ち、単独上演が可能である。そのなかで『ヴァルキューレ』は、もっとも人気が高く、上演機会も多い。感動的な愛情表現の場面や、ライトモティーフの使い方が自然かつ巧緻であるなど作曲技法の円熟を理由に、『指環』四部作にとどまらず、ワーグナーの全作品中でももっとも優れたもののひとつとも見なされている。
とくに、第1幕でのジークムントによる「春と愛の歌」（「冬の嵐は過ぎ去り」）、「ヴァルキューレの騎行」として知られる第3幕の序奏、終盤で「ヴォータンの告別」からつづいて「魔の炎の音楽」で幕切れとなる部分はしばしば独立して演奏される。全3幕からなり、上演時間は約3時間40分（第1幕60分、第2幕90分、第3幕70分）。
物語は、『エッダ』、『ヴォルスンガ・サガ』など北欧神話の物語を軸にしつつドイツの叙事詩『ニーベルンゲンの歌』を始めとするドイツ英雄伝説や、ワーグナー独自の重層的・多義的な世界が構築されている。直接引用されてはいないがギリシア神話の影響も多分に見られる。なお、ヴァルキューレとは、作品中に登場する、神々の長ヴォータンとエルダの9人の娘たちであるが、題名は定冠詞付きの単数形であることから、ブリュンヒルデひとりを指している。
『ヴァルキューレ』の台本は1852年6月、音楽は1856年にそれぞれ完成された。1870年6月26日、バイエルン宮廷歌劇場にて初演。『ニーベルングの指環』四部作全曲の初演は、1876年8月13日から17日まで開催された第1回バイロイト音楽祭においてである。
バイロイト音楽祭では四部作が連続上演される。内訳は以下のとおり。
- 序夜 『ラインの黄金』 (Das Rheingold)
- 第1日 『ヴァルキューレ』 (Die Walküre) 本作
- 第2日 『ジークフリート』 (Siegfried)
- 第3日 『神々の黄昏』 (Götterdämmerung)

## 作曲の経緯

### 構想と台本
- ヤーコプ・グリムが出版した『ドイツ神話』からワーグナーが『ニーベルンゲンの歌』などを知ったのは1843年であった。1848年11月には、後の『神々の黄昏』に当たる『ジークフリートの死』の台本草案を書き、1851年にその前編に当たる『若きジークフリート』（後の『ジークフリート』）を構想、この構想はさらに物語の発端まで拡大されていく。その詳細については『ニーベルングの指環』及び『ラインの黄金』も参照のこと。
- 1851年10月から『ラインの黄金』の散文スケッチが開始され、1月後の11月から『ヴァルキューレ』のスケッチにも着手。この前後まで、『ラインの黄金』は「ラインの黄金の掠奪」ないしは単に「掠奪」とされ、『ヴァルキューレ』は「ジークムントとジークリンデ;ヴァルキューレの処罰」と題されていたが、ワーグナーが同年11月20日にフランツ・リストに当てた手紙では現在のDie Walküreとなっている。
- スケッチは『ヴァルキューレ』の方が早く、翌1852年5月17日から28日に書かれた。この散文スケッチの時点では、現在の形と相違がある。例えば、第2幕の終わりでフンディングは、ヴォータンの「行け！」のひとことで倒されるが、スケッチでは死なずにフリッカに報告に行くようになっていた。これらは、6月からの1ヶ月間に台詞が書かれる中で修正された。
- 同年11月、『ヴァルキューレ』に遅れること約半年で『ラインの黄金』が完成。同じ年の12月には四部作の台本がすべて完成した。

### 作曲
- 1853年9月5日、イタリアのラ・スペツィア滞在中にワーグナーが体験したという「霊感」（詳細については『ラインの黄金を参照』）の後、同年11月から『ラインの黄金』の作曲に着手。
- 『ヴァルキューレ』については、1854年6月28日に第1幕のスケッチを開始し、9月に第2幕、11月に第3幕に着手。12月27日にスケッチを完了した。
- オーケストレーションは『ラインの黄金』が1854年に完成するが、『ヴァルキューレ』についてはその2年後の1856年3月23日に完成した。この間、ワーグナーはロンドン楽旅などで時間をとられていた。
- 同じく1856年10月13日、フランツ・リストがチューリヒを訪問。10月22日、リスト45歳の誕生日[注 3]にワーグナーは『ヴァルキューレ』第1幕の試聴会を開く。ここではリストがピアノ伴奏し、ワーグナーがジークムントとフンディング、エミリエ・ハイムがジークリンデを歌った。ワーグナーの歌唱は音程も確かで、参加者を感動させたという。
- その後、『ジークフリート』が1858年から1864年にかけての中断をはさんで1871年に、『神々の黄昏』は1874年にそれぞれ完成した。

## 初演
単独初演
1870年6月26日、バイエルン宮廷歌劇場にて。指揮はフランツ・ヴュルナー。主な配役は次のとおり。
- ハインリヒ・フォーグル（ジークムント）
- テレーゼ・フォーグル（ジークリンデ）
- アウグスト・キンダーマン（ヴォータン）
- ゾフィー・シュテーレ（ブリュンヒルデ）

全曲初演
『ニーベルングの指環』四部作としての初演は1876年8月14日、バイロイト祝祭劇場にて開催された第1回バイロイト音楽祭である。指揮はハンス・リヒター。主な配役は次のとおり。
- アルベルト・ニーマン（ジークムント）
- ヨゼフィーネ・シェフツキ（ジークリンデ）
- フランツ・ベッツ（ヴォータン）
- アマリエ・マテルナ（ブリュンヒルデ）

## 編成

### 登場人物
『ラインの黄金』同様、従来のオペラ作品に必ず用いられた合唱が本作では採用されない。
- ジークムント（テノール） ヴォータンが人間に生ませたヴェルズング族の若者。
- ジークリンデ（ソプラノ） ジークムントの双子の妹。フンディングの妻。
- フンディング（バス） ジークリンデの夫。ヴェルズング族の宿敵。
- ヴォータン（バリトン） 神々の長。神々の没落を予感し始めている。北欧神話のオーディンに当たる。
- フリッカ（メゾソプラノ） ヴォータンの妃、結婚の女神。北欧神話のフリッグに当たる。
- ブリュンヒルデ（ソプラノ） ヴァルキューレの筆頭格。ヴォータンとエルダの娘。
- ゲルヒルデ（ソプラノ） ヴァルキューレ
- ヘルムヴィーゲ（ソプラノ） ヴァルキューレ
- オルトリンデ（ソプラノ） ヴァルキューレ
- ヴァルトラウテ（メゾソプラノ） ヴァルキューレ
- ジークルーネ（メゾソプラノ） ヴァルキューレ
- ロスヴァイセ（メゾソプラノ） ヴァルキューレ
- シュヴェルトライテ（アルト） ヴァルキューレ
- グリムゲルデ（アルト） ヴァルキューレ

### 楽器編成
『ラインの黄金』とほぼ同じ4管編成。主な違いは舞台上の楽器の有無である。弦楽は人数が指定されている。
- ピッコロ、フルート 3（第3はピッコロ持ち替え）、オーボエ 3、コーラングレ（オーボエ持ち替え）、クラリネット 3、バス・クラリネット、ファゴット 3（低いAの音が出ないときは更にコントラファゴットを使用する）
- ホルン 8（第5・第6はテナー・チューバ持ち替え、第7・第8はバス・チューバ持ち替え）、トランペット 3、バス・トランペット、トロンボーン 3、コントラバス・トロンボーン、コントラバス・チューバ、シュティーアホルン（舞台上）
- ティンパニ 2対、トライアングル、シンバル 1対、中太鼓、グロッケンシュピール、ハープ 6
- 弦五部（第1ヴァイオリン 16、第2ヴァイオリン 16、ヴィオラ 12、チェロ 12、コントラバス 8）[注 4]

## 構成
全3幕、11場からなる。

### 第1幕 「館の内部」
序奏
低弦の激しいリズムが嵐と同時にジークムントの逃走を表す。トランペットが稲妻のようにきらめき、ティンパニの雷鳴が轟くと、幕が上がる。
第1場
舞台はフンディングの館。戦いに傷つき嵐の中を逃れてきたジークムントは館にたどり着く。フンディングの妻ジークリンデはジークムントに水を与え、二人は強く引かれ合う。
第2場
そこへ主人のフンディングが帰ってくる。彼は男の顔が妻と瓜二つであることに気付く。ジークムントの名乗りを聞いたフンディングは、ジークムントが敵であること、今晩のみは客人として扱うが、翌朝には決闘することを申し渡す。
第3場
ジークリンデはフンディングに眠り薬を飲ませ、ジークムントを逃がそうとする。ジークムントによる「冬の嵐は過ぎ去り」（ジークムントの「春と愛の歌」）に応えて、ジークリンデも「あなたこそ春です」と歌い、二重唱となる。生い立ちを語り合ううちに、二人は兄妹であることを知る。
トネリコの木に突き立てられ、かつてだれも引き抜いたことのない剣（ヴォータンがジークムントのために用意したもの）をジークムントは引き抜き、これを「ノートゥング」（苦難・危急の意）と名付ける。ジークムントはノートゥングが「妹にして花嫁」であるジークリンデへの贈り物であると宣言し、二人の逃亡によって幕。

### 第2幕 「荒涼とした岩山」

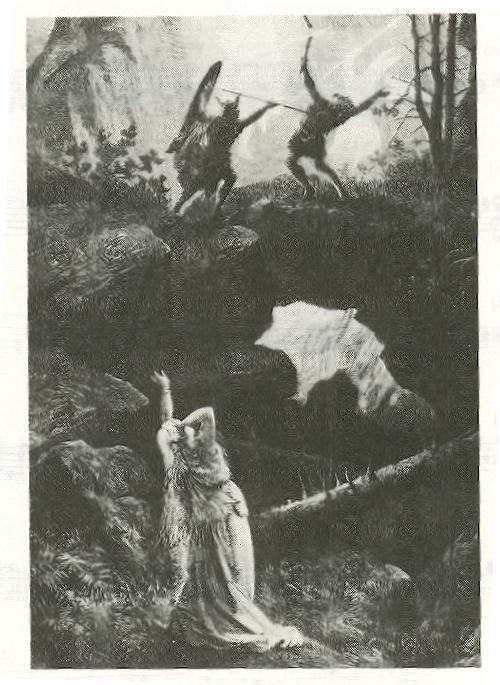
ジークムントを倒すフンディング（手前はジークリンデ）

序奏
ジークムントとジークリンデの逃避行を表す。ヴァルキューレの騎行の動機が現れ、幕が開くとヴォータンとブリュンヒルデが立っている。
第1場
ヴォータンはブリュンヒルデに、ジークムントとフンディングの戦いでジークムントを勝たせるよう命じる。しかし、ブリュンヒルデが去ったところへフリッカが登場、フリッカは、ジークリンデの不倫、兄妹の近親相姦をなじる。ヴォータンは非難をかわそうとするが、「遠大な計画」（後述）の自己矛盾に気づかされ、心ならずもジークムントを倒すことを誓約する。
第2場
戻ってきたブリュンヒルデに、ヴォータンはジークムントに死をもたらすよう命じる。ヴォータンの長い叙事的語りによって、前作『ラインの黄金』以降のヴォータンの行動と「遠大な計画」が示される。しかし、ヴォータンの計画は挫折し、その最後は神々の終末の予感で頂点に達する。当惑するブリュンヒルデ。
第3場
ジークムントとジークリンデが登場。ジークリンデは幻覚にとらわれ、ジークムントが戦いで倒れる様を見て気を失う。
第4場
気を失ったジークリンデを介抱するジークムントの前に、ブリュンヒルデが姿を現す。ブリュンヒルデは、ジークムントがフンディングとの戦いで死ぬこと、死せる勇者はヴァルハルに迎え入れられると告げる（ブリュンヒルデの「死の告知」）。しかし、ジークムントは、ジークリンデと離ればなれになることを拒否し、いっそのこと二人で死のうとノートゥングを振り上げる。これを見て心を打たれたブリュンヒルデは、ヴォータンの命に背いてジークムントを救うことを決心し、彼を止める。
第5場
ブリュンヒルデが去ると、フンディングの角笛が響いてくる。フンディングを迎え撃つために、ジークムントはジークリンデを置いて立ち去る。ジークリンデは意識を取り戻すが、まだ幻覚から完全に覚めていない。雷鳴が轟き、ジークムントとフンディングの戦いが始まる。ブリュンヒルデがジークムントに加勢しようとするが、そのときヴォータンが現れ、自らが与えた剣ノートゥングを槍で砕く。武器を失ったジークムントは、フンディングの槍に刺されて絶命する。叫び声をあげるジークリンデを、ブリュンヒルデは愛馬グラーネに乗せて連れ去る。「行け！」の一言でフンディングを倒したヴォータンは、命に背いたブリュンヒルデへの怒りに駆られ、恐ろしい勢いで退場する。

### 第3幕 「岩山の頂き」
序奏
「ヴァルキューレの騎行 Der Ritt der Walküren」の音楽。すぐに幕が開き、音楽に乗って8人のヴァルキューレたちが声を上げながら岩山に集まってくる。
第1場
ブリュンヒルデが一人遅れてグラーネを駆ってやってくる。ブリュンヒルデがヴォータンに背き、ジークリンデを連れ出したことを聞いた他のヴァルキューレたちは恐慌状態となる。ジークリンデは絶望して死を望むが、ブリュンヒルデはジークリンデの体に子供が宿っていることを告げ、生きるよう説得する。「ジークフリートの動機」が初めて現れ、ブリュンヒルデは来るべき英雄をジークフリートと名付ける。ジークリンデは感謝の言葉を、これも初出の「愛の救済の動機」に乗せて歌い、砕かれたノートゥングの破片を持って森へと逃れる。そうしているうちにもヴォータンが近づいてくる気配が高まる。
第2場
ヴォータンが怒り狂って登場、ブリュンヒルデをヴァルキューレから除名し、父娘の縁を切ると告げる。他のヴァルキューレたちはとりなそうとするが、ヴォータンは聞く耳を持たず、彼女たちをみな追い払ってしまう。ヴォータンとブリュンヒルデの二人だけが残り、重苦しい沈黙となる。
第3場
ブリュンヒルデは、自分の行為はヴォータンの真意を汲んだものだと釈明する。娘の父への愛情に次第に心を動かされるヴォータンだが、しかし処罰は変えられないと言い放つ。ブリュンヒルデは、ひとつだけ願いをかなえてほしい、自分の周りに火を放ち、臆病者を近づけないようにしてほしい、と嘆願する。ブリュンヒルデの必死の訴えに、ヴォータンはついに「さらば、勇敢で気高いわが子よ」と歌う。これより「ヴォータンの告別」の音楽。
ヴォータンはブリュンヒルデに「神である自分よりも自由な男だけが求婚する」ことを了承し、抱擁する。ブリュンヒルデの輝く目を見つめ、閉じさせるとまぶたに口づけして神性を奪う。力を失ったブリュンヒルデを岩山に横たえ、体を盾で覆う。槍を振りかざし、岩を3度突いてローゲを呼び出すところから「魔の炎の音楽」となる。
岩から火柱が上がり、炎がブリュンヒルデを取り囲む。「まどろみの動機」が繰り返されるなか、ヴォータンは「この槍の穂先を恐れるものは、決してこの炎を踏み越えるな！」と叫ぶ。「ジークフリートの動機」が反復され、舞台一面の炎に包まれて横たわるブリュンヒルデから、ヴォータンは名残惜しげに去っていく。幕。

## 物語

### ヴォータンの「遠大な構想」
『ラインの黄金』から『ヴァルキューレ』に至る間には、次のような経緯があり、第2幕第2場でヴォータンの長い語りによって明らかにされる。
世界を支配する力を持つ「ニーベルングの指環」がアルベリヒのもとに戻ることを恐れたヴォータンは、神々の意志から自由な人間にファーフナーから指環を奪わせるという構想を思いつく。この構想は、『ラインの黄金』の終わり、神々のヴァルハルへの入場において「剣の動機」が現れることで象徴される。
ヴォータンはまず、地下に降りてエルダのもとを訪ねる。ヴォータンとエルダの契りからブリュンヒルデが誕生する。ヴォータンは、ブリュンヒルデを含めた9人のヴァルキューレを育て、戦いに倒れた人間の勇士をヴァルハルに集めさせ、指環がアルベリヒに戻った場合に予想される闇の軍勢の襲来に備えた。
他方、地上では人間の女との間に双生児の兄妹をもうけた。ヴォータンは兄妹に対してはヴェルゼと名乗ったことから、兄妹はヴェルズングと呼ばれる（ヴェルゼは身内への名乗りで、世間に対してはヴォータンはヴォルフェと名乗っており、第1幕でジークムントがフンディングに名乗る場面では一族をヴォルフィングと呼んでいる）。ヴォータンの構想では、兄のジークムントこそは、神々の束縛・掟から自由な英雄となるべき存在であった。ヴォータンは、英雄の条件としての剣（ノートゥング）をジークムントに授ける手はずも整えていた。

### 転回点としての第2幕の重要性
しかし、第2幕でフリッカの登場によって「遠大な計画」は否定される。ヴォータンが必要としていたのは「自由な意志を持ち、自発的に行動する英雄」であったが、フリッカはその英雄に意志を吹き込み、けしかけているのはヴォータン自身だと見抜く。ここに決定的な自己矛盾があったことを知ったヴォータンは、フリッカの要求を呑んでジークムントを殺すことを誓約せざるを得なかった。ヴォータンは「私が作り出すものは奴隷ばかり」と自己嫌悪に陥る。こうしてヴォータンの構想は挫折し、物語は暗転する。この挫折によって、ヴォータンは楽劇全体の実質的な主人公でありつつも、第一線から退く形となり、代わって新たに主役にふさわしい存在となっていくのがブリュンヒルデである。
この「遠大な構想」とその挫折が語られる第2幕第2場は、四部作の叙事的分水嶺ともいうべき箇所で、1855年10月3日付けでワーグナーがリストに宛てた手紙には、「（第2幕第2場は）四部作のドラマの運びにとってもっとも重要な場景」と記されている。

### 近親相姦のモチーフ
『ヴァルキューレ』において、双子の兄妹ジークムントとジークリンデの近親相姦が物語のひとつの焦点となっている。このモチーフは、後述するように、後の文学作品に影響を与えた。
近親相姦は獣性への逆戻りを示唆し、近代社会はもとより、未開社会でもタブーとされてきた。しかし神話においては、例えばエジプト神話のオシリスとイシスは母親の胎内で交わったとされ、神々のみはこれを許されている。ギリシア神話の最高神ゼウスと妃ヘーラーもまた姉弟にして夫婦である。ヴォータンは「遠大な構想」に基づき、このいわば「神話的特権」をジークムントとジークリンデの二人に認めることで、「選ばれた英雄」の貴種的性格を高め、さらにジークムントにフンディングを返り討ちさせることで、英雄としての最初の試練を乗り越えさせる意図があったと見られる。ブリュンヒルデは、そのための介添え役でもあった。
近親相姦のモチーフは、『ヴァルキューレ』につづく『ジークフリート』においても、ジークフリートとブリュンヒルデ（甥と伯母）の関係として明確に現れる。また、直接的ではないが、心理的な側面では、孫のジークフリートを介した形でヴォータンとブリュンヒルデとの関係にも色濃く認められる。『ヴァルキューレ』第2幕のト書きには、父娘のほとんど性的な親密さが暗示されている。

### ギリシア神話との関連
『ヴァルキューレ』の物語や人物設定は主として『エッダ』や『ニーベルンゲンの歌』などの北欧神話やドイツ英雄伝説に依っているが、ドラマの手法や展開的には、ギリシア神話とりわけギリシア悲劇の影響が色濃く見られる。
第1幕においてジークムントとジークリンデが互いに兄妹であることを知る場面は、ギリシア悲劇に見られるアナグノーリシス（Anagnorisis、認知または再認）の手法である。ここではとくに、父アガメムノーンを殺された復讐に際して再会するエーレクトラーとオレステースの姉弟の物語と関連が深い。この題材に基づくギリシア悲劇には、アイスキュロス『供養する女たち』、ソフォクレス『エレクトラ』、エウリピデス『エレクトラ』がある。
第2幕以降でブリュンヒルデがヴォータンの命に逆らい罰せられる物語は、ギリシア神話において、ゼウスの命に逆らって人間に火をもたらしたために罰せられ、カウカソスの岩山に縛り付けられたプロメーテウス（アイスキュロス『縛られたプロメテウス』）、あるいはテーバイ王の命に逆らってポリュネイケースを埋葬したアンティゴネー（ソフォクレス『アンティゴネ』）を彷彿とさせる。
第3幕で登場するブリュンヒルデを除く8人のヴァルキューレたちは、ギリシア悲劇のコロスの役割を与えられている。また、幕切れでブリュンヒルデがヴォータンによって眠りにつく場面は、直接的にはグリム童話の『いばら姫』のモチーフと重なるが、ここでヴォータンはローゲを呼び出し、岩山に炎を縛り付けており、上述の『縛られたプロメテウス』との関連性に「火」のモチーフも重なる。

## 音楽

### 主なライトモティーフ

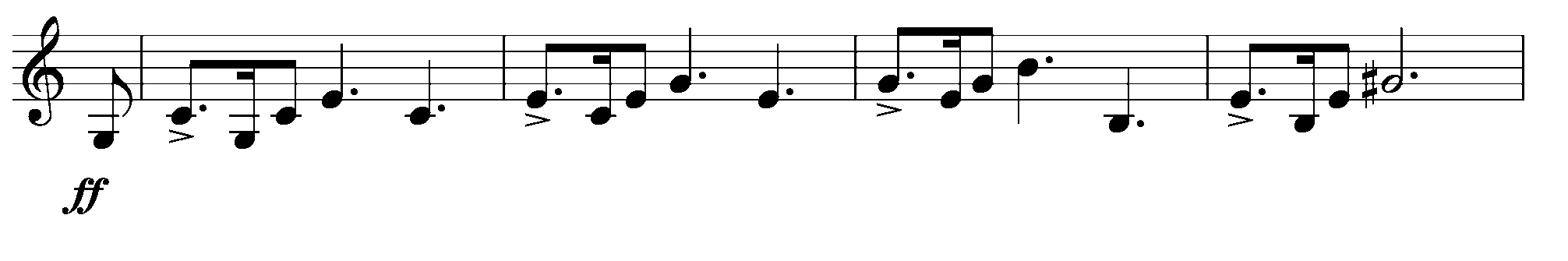
ヴァルキューレの騎行の動機

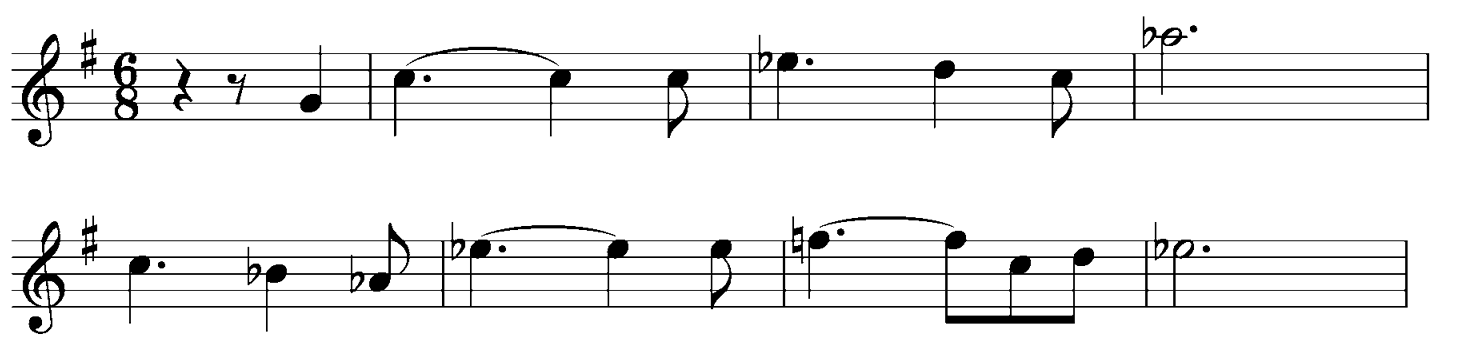
ジークフリートの動機

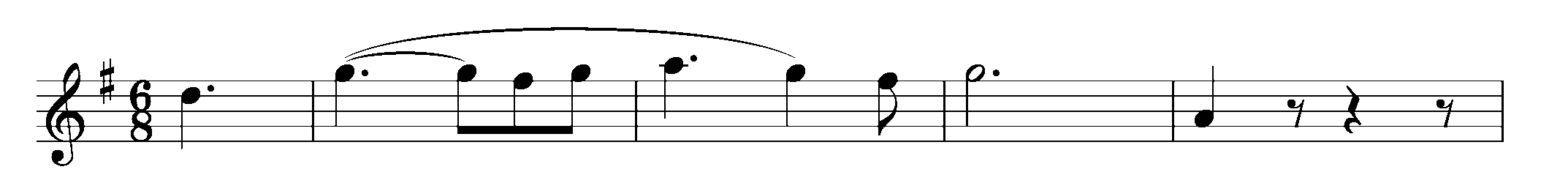
愛の救済の動機

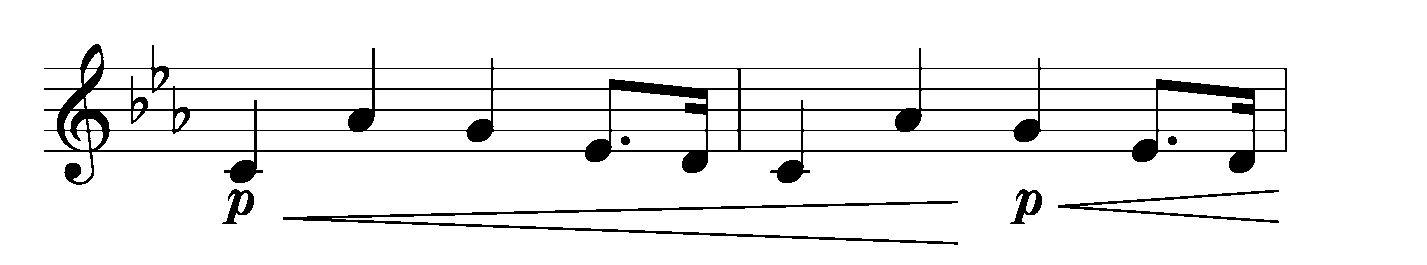
まどろみの動機

ワーグナーは『ニーベルングの指環』四部作で、物語の登場人物、あるいは道具や概念などを短い動機によって示すライトモティーフ（示導動機）の手法を駆使している。フランスの音楽学者アルベール・ラヴィニャック(1846 - 1916)によれば、『指環』四部作中に計82のライトモティーフが数えられ、そのうち22が『ヴァルキューレ』に現れるとされる。
『ヴァルキューレ』で示されるライトモティーフとして、とくに重要なものを以下に挙げる。基本的に、新たに示された動機は繰り返され、あるいは変容されて主題的な性質を示す。一方、『ラインの黄金』ですでに現れたものは、主として「想起動機」として扱われる。
第1幕
第1場：ヴェルズング族に関する諸動機
第2場：「フンディングの動機」
第3場：「剣の動機」（『ラインの黄金』の終わりでも象徴的に現れるが、ここでは明確に剣を意味する動機として現れる）
第2幕
第1場：「ヴァルキューレの騎行の動機」、「ヴォータンの不機嫌（あるいは自己矛盾）の動機」
第4場：「死の告知の動機」
第3幕
第1場：「ジークフリートの動機」、「愛の救済の動機」
第3場：「まどろみの動機」

### 象徴性
『ヴァルキューレ』の音楽は、ライトモティーフの駆使によって、詩＝筋書きの内容をしばしば予告あるいは先取りするものとなっているのが特徴である。このことは同時に、ワーグナーが自身の中に認めていた男性的要素（詩人）と女性的要素（音楽）の関係としても働いている。
「先取り」の例として挙げられるのが、第1幕のジークムントとジークリンデの関係である。二人は会ったばかりの時点で、ジークムントが水を飲む場面で早くも「ジークムントの動機」と「ジークリンデの動機」が絡み合って高揚し、「愛の逃亡の動機」と「ヴェルズングの愛の動機」へと発展している。この場面では、音楽が詩を先取りするとともに、恋愛についてもジークリンデが主導的な立場にあり、ワーグナーが著書で主張していた恋愛における女性主導との呼応が強く見られる。
第3幕では、ブリュンヒルデがヴォータンに「火を燃やして」と嘆願する場面で、舞台上には炎は上がっていないにもかかわらず、音楽は「ローゲの動機」を示し、幕切れに至って舞台を埋め尽くす炎が視覚化されることになる。筋書きの先取りという点でもっとも時間が大きく隔たる例は、同じく第3幕で示される「愛の救済の動機」で、次次作『神々の黄昏』の幕切れにおいて初めて回帰し、劇的な効果を挙げる。
この「愛の救済の動機」は、やわらかな順次進行を示し、確固とした長三和音の分散型と符点リズムからなる「剣の動機」と対比される。「剣の動機」は『ラインの黄金』の幕切れに現れるように、ヴォータンの「遠大な構想」を象徴しており、いわば「男性原理」（剣および遠大な構想）によって崩壊した世界を「女性原理」（愛）が救済する、という構図が見て取れるのである。

## 配役及び演出について

### 配役
『ヴァルキューレ』において、とくに重要なキャラクターは、ジークムントとジークリンデ、ヴォータンとブリュンヒルデの二組の男女である。彼らに次いで重要なのはフンディング、フリッカである。
ジークムントとジークリンデ
双子の兄妹であることから、どちらかが良いというだけではドラマが生きないため、ペアとしての成否が問われる。とくに第1幕は、部分的にフンディングが絡む以外は二人の対話が殆どを占め、この二人の出来にほとんどすべてがかかっているといえる。
ヴォータンとブリュンヒルデ
ヴォータンは『ニーベルングの指環』四部作全体の主役といえるが、その性格と役割は物語とともに変化する。本作では、神としてのスケールの大きさ、格調の高さとともに、長い叙事的語りによって物語の重要な転回点を明らかにする必要がある。ブリュンヒルデやフリッカとの長大な二重唱が続く上に、第3幕終盤などは一人芝居となるなど、スタミナも要求される。、一方のブリュンヒルデは、つづく『ジークフリート』および『神々の黄昏』を通じて声楽的にも役柄の深さの点でも「ワーグナー的ドラマティック・ソプラノ」の典型を確立している。すなわち、最高度にドラマティックな声と、長丁場を歌い切るだけのスタミナが不可欠であり、加えて、女性のほとんどあらゆる性格、感情を演じ分ける表現力が求められる。本作で二人に共通するのは、内心の葛藤や親子の情愛についても高い表現性が求められることである。

### 演出
ヴァルキューレは北欧神話に由来し、「戦乙女」と訳されることもあるが、もともとはヴァル（戦場）とキューレ（選ぶ）という言葉から成り立っている。その名のとおり、戦いで死んだ男たちのなかから最強の勇士を選び、ヴァルハルに連れて行くのが彼女たちの使命である。言い換えればこれは「死体運搬」ということになる。本作は後世さまざまに演出されているが、有名な「ヴァルキューレの騎行」の場面はその多くに死のイメージが共通して認められる。
- パトリス・シェローの演出は、舞台上に死体をごろごろ並べるという趣向で、悪趣味だと非難された。
- ゲッツ・フリードリヒのベルリンでの演出では、舞台装置が病院の死体安置所あるいは強制収容所の死体焼却炉を連想させた。
- ハリー・クプファーのバイロイト演出は、舞台上でゾンビを思わせるグロテスクな蝋人形の塊を動かすというものだった。
- キース・ウォーナーによる「トーキョー・リング」では、看護師の格好をしたヴァルキューレが押すストレッチャーから死体が次々と蘇生し、舞台裏手に去っていくという演出となった。
- ピエール・オーディのアムステルダム演出は、手先から足先まで黒ずくめの全身タイツを基本に、出撃時は黒のコート、銀の兜を装着（「神々の黄昏」でヴァルトラウテは加えて銀色のワンピースも着けている）、比翼に似た2枚の銀の盾をはためかせながら戦闘機のごとく駆け回る。この黒と銀翼の強調以外にことさら死のイメージは語られないが、これは4部作全体を通じて具象的なセットや小道具を極力使わない演出方針にも関係している。

## 影響

### 文学
『ヴァルキューレ』から主題など直接影響を受けている作品、あるいは設定など間接的に影響が認められるものを以下に示す。
エレミール・ブールジュ 『神々の黄昏』（1884年）
物語の主人公シャルル・テストの二人の子供クリスティアーヌとハンス・ユルリクが『ヴァルキューレ』を聴き、愛の啓示を受ける場面がある。
トーマス・マン 『ヴェルズングの血』（1921年）
『ヴァルキューレ』の分析の上に立って構成されており、ミュンヘンのとある中産階級の贅沢な生活のなかで、青年とその妹による近親相姦が描かれる。劇中劇として、『ヴァルキューレ』第1幕が引用される。
ジュール・ヴェルヌ 『地底旅行』（1864年）
「ヴァルキリー号」と名付けられたデンマークの帆船が、アイスランドの地からエルダの世界である地底へと入っていくSF冒険小説。

### 舞台作品
『ヴァルキューレ』第1幕は、独立した一幕ものとしてもしばしば上演機会がある。登場人物が3人と極端に少ないことや、ト書きの詳細な舞台指示など、写実的な散文劇の性格も備えていることから、ストリンドベリらのモダンな室内劇の先駆と考えることもできる。

### 映画
- 『日本ニュース第96号』（1942年4月7日公開）における「ポート・ダゥイン爆撃」の実録映像に「ヴァルキューレの騎行」が使用されており、既存のレコード音源を転用している。また、同じく『日本ニュース第256号』（1945年9月12日公開）でもアメリカ軍が厚木飛行場に到着する際の映像に同曲が使用されている。
- 東宝映画『ハワイ・マレー沖海戦』（1942年12月8日公開）において、海軍の陸上基地から発進した索敵機の飛行場面にて「ヴァルキューレの騎行」が使用されているが、当時の日本の演奏技術の限界から簡略化されている。
- 『ミスター・ノーボディ』 トニーノ・ヴァレリ監督 ワイルド・バンチの登場曲として使用、編曲 エンニオ・モリコーネ。
- フランシス・フォード・コッポラ監督による映画『地獄の黙示録』では、BGMではなく実際に戦場で流れている音楽として使われる。アメリカ軍のヘリコプター部隊がベトコンの拠点となっている村に奇襲攻撃を掛ける際、兵士の士気を高め、住民の恐怖心を煽るために、ヘリコプターに積んだスピーカーから「ヴァルキューレの騎行」が大音量で流される。映画の演奏は、ゲオルク・ショルティ指揮のウィーン・フィルハーモニー管弦楽団（による全曲録音からの使用）である。「演出」の節でも述べたとおり、ここでもヴァルキューレと死のイメージが重ねられている。
  - さまざまな映像作品で上記『地獄の黙示録』へのオマージュとして「ヴァルキューレの騎行」が使用されている。例としてはザック・スナイダー監督の映画『ウォッチメン』におけるベトナム戦争のシーンなどが挙げられる。またコメディに限らず作品に軍用ヘリコプター編隊が登場する際のBGMとして多用される。日本の小説『ゲート 自衛隊 彼の地にて、斯く戦えり』では、第四戦闘団が盗賊団討伐の際に「ヴァルキューレの騎行」を流す。また、その後の台詞も『地獄の黙示録』とほぼ同じになっている。
- 日本のアニメ映画『崖の上のポニョ』の登場人物、ポニョの本当の名前はブリュンヒルデである。サントラでも「ヴァルキューレの騎行」がパロディ的に使われている。
- ブライアン・シンガー監督の映画『ワルキューレ』では、トム・クルーズ演じるシュタウフェンベルク大佐一家が空襲で地下室に避難した後、電源を切り忘れていた蓄音機の針が爆発の衝撃波で動いた際に「ヴァルキューレの騎行」が流れ、「ヴァルキューレ作戦」を意識させる演出が行われた。

### その他
- 日本のプロレスラー、藤原喜明の入場テーマ曲として使用されている。またアメリカのプロレスラーダニエル・ブライアンが同曲をアレンジした｢Fight of the Valkyrie｣を使用している。
- 日本の漫画『こちら葛飾区亀有公園前派出所』の登場人物「爆竜大佐」は軍用ヘリに乗って登場する際、「ヴァルキューレの騎行」を流しながら登場する、という設定がある（この設定自体も前述した『地獄の黙示録』のパロディでもある）。また本作のアニメ作品では実際に同キャラクターが登場するシーンで「ヴァルキューレの騎行」が使用されている。
- パラドックスインタラクティブによる第二次世界大戦をテーマとするコンピューターゲーム『Hearts of Iron III』の起動時のBGMにこの曲の冒頭部分が使われているほか、『Hearts of Iron II』ではホルストの「火星」と「ヴァルキューレの騎行」をミックスさせた「War」という曲が作られている。
- 1985年に放映されたナショナル製アイロン「Hiプレス」のCM「東シワ海 編」のBGMにも使用されている。CMの内容としては大荒れの海に見立てたしわだらけの布地を船に見立てた「Hiプレス」が通ると静けさを取り戻す（平らになる）というもの[1]。